# 金融機関等の更生手続の特例等に関する法律
金融機関等の更生手続の特例等に関する法律（きんゆうきかんとうのこうせいてつづきのとくれいとうにかんするほうりつ、平成8年6月21日法律第95号）は、金融機関の倒産手続に関する日本の法律である。
1996年（平成8年）6月21日に公布された。

## 目的
目的は、協同組織金融機関（信用協同組合、信用金庫又は労働金庫）及び相互会社について、利害関係人の利害を調整しつつその事業の維持更生を図るため、その更生手続に関し必要な事項を定めるとともに、金融機関等の更生手続、再生手続及び破産手続について、監督庁による申立て及び預金保険機構等による預金者等のためにするこれらの手続に属する行為の代理等に関し必要な事項を定めること等により、預金者等の権利の実現を確保しつつ、これらの手続の円滑な進行を図ることにある。

## 概要
規定されているのは以下のものである。
1. 協同組織金融機関の更生手続
2. 相互会社の更生手続

1. 金融機関等の更生手続の特例
2. 金融機関等の再生手続の特例
3. 金融機関等の破産手続の特例

大規模法人の破綻法制としては会社更生法が一般的であったが、金融機関においては、預金者、保険契約者などが債権者となり、その数が膨大であることから、適用が困難であった。1990年代になってバブルが崩壊し、銀行を初めとする金融機関の経営危機が表面化した際に、破綻法制の整備を求める声が強くなり、会社更生法の特例を定めるものとして制定された。2000年4月に保険会社への適用をより明確にし、民事再生法の特例を盛り込む形で改正、同年6月施行。預貯金取扱金融機関に会社更生法を適用された事例は無く、現状の破綻処理では民事再生法の適用が想定されている。これは、債権者全ての全額保護下では利害調整の問題は無く金融再生法と預金保険法による行政処分で問題が無かったこと、また定額保護下では金融整理管財人と更生管財人の関係が問題になるためである。

## 適用例
- 2000年10月 千代田生命保険 適用[1]
- 2000年10月 協栄生命保険 適用
- 2001年3月 東京生命保険 適用[2]
- 2001年11月 大成火災海上保険 適用[3]
- 2008年10月 大和生命保険 適用